# Drouet

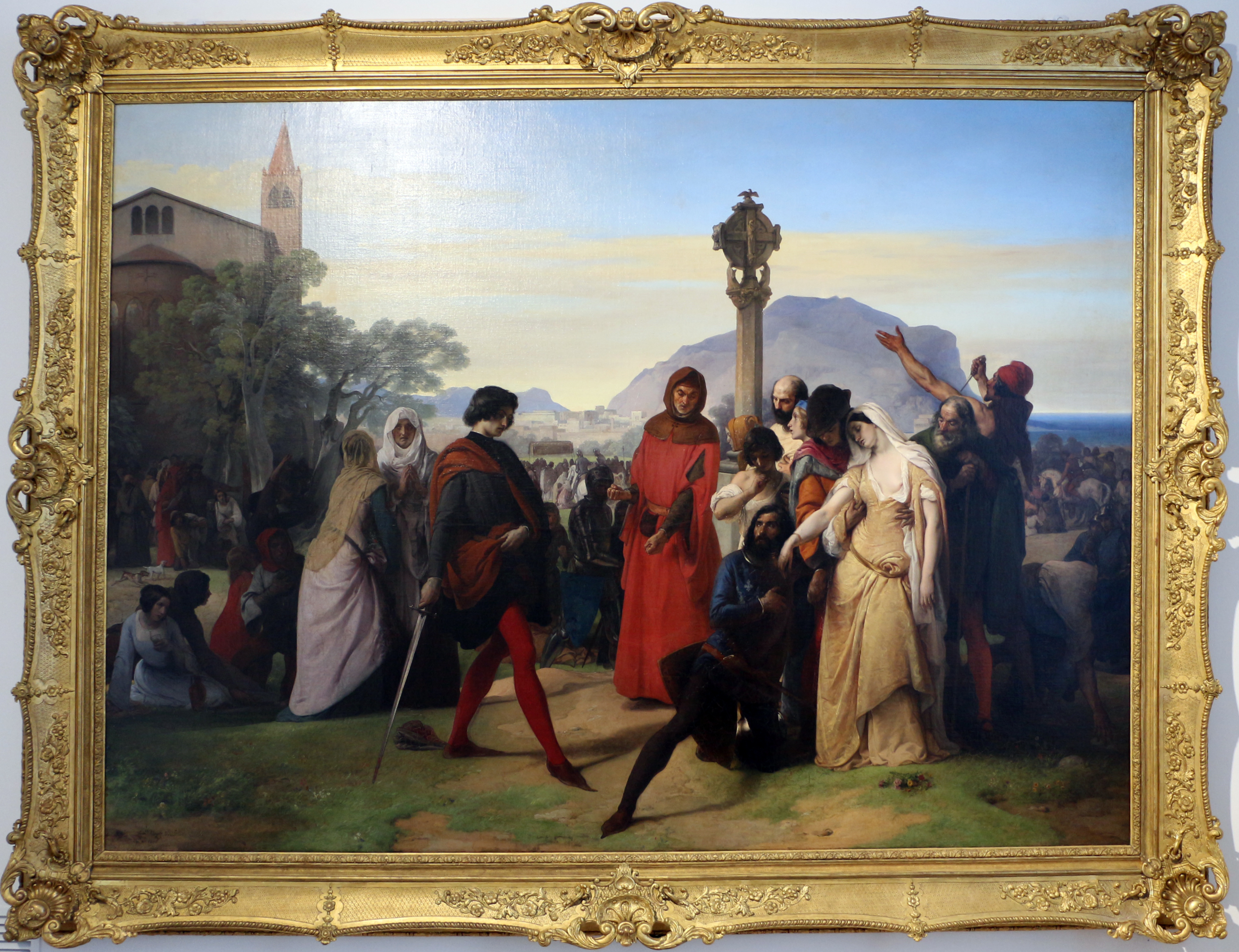
I Vespri siciliani. Drouet, met zwaard, vlak voor hij doodgestoken werd met zijn eigen zwaard.

Drouet, of in het Italiaans Droetto of het Siciliaans Droghetto, was volgens een legende op Sicilië, Italië, de Franse soldaat die aan de basis lag van de Siciliaanse Vespers. Dit was een volksopstand tegen het Frans bestuur van het Huis Anjou-Sicilië en startte in het jaar 1282.

## Verhaal
Op 30 maart 1282, op Paasmaandag, begaf een vrouw zich naar de kerk van de Heilige Geest in Palermo, hoofdstad van Sicilië. Zij was een jonge edeldame en was vergezeld van haar man, met wie ze zopas gehuwd was. Zij trokken naar de Vespers, een kerkdienst. 
Drouet, een Franse soldaat, patrouilleerde met zijn zwaard op het kerkhof. Toen was het om veiligheidsredenen verboden aan de Palermitanen wapens te dragen; enkel de Fransen mochten dit. Drouet stortte zich op de vrouw onder voorwendsel van wapens te zoeken onder haar kledij. Drouet werd handtastelijk. De vrouw viel flauw. Omstaanders begonnen te roepen. Als reactie pakte haar man of haar broer - alnaargelang de versie van de legende - het zwaard af van Drouet. Hij doorboorde Drouet. Het incident aan de kerkdeur was de vonk die Palermo en vervolgens heel Sicilië in opstand bracht. Elke man die het woord shibboleth ciciri (kikkererwt) niet kon uitspreken met het Siciliaanse accent, werd gedood. Het was een jacht op de Fransen of in het Italiaans caccia ai francesi.

## Schilderij
De 19e-eeuwse kunstschilder Francesco Hayez heeft dit tafereel geschilderd, onder de titel I Vespri siciliani (1846). Het hangt in de Galleria nazionale d'arte moderna e contemporanea in Rome.